# Ua-Pou
Pour les articles homonymes, voir UA et POU.
Ua-Pou est une commune de la Polynésie française dans l'archipel des Marquises. Le chef-lieu de cette dernière est Hakahau.

## Géographie

### Commune de Ua Pou
Celle-ci est composée d'une île haute : Ua Pou.
Elle comprend les communes associées de Hakahau (1 588 hab. 2007) et Hakamaii (569 hab. 2007).

#### commune associée deHakahau
- Hakahau (chef-lieu de commune)
- Hakahetau
- Hakamoui (Hakamui)
- Paumea
- Hohoi

#### commune associée de Hakamaii
- Hakamaii
- Haakuti
- Hakatao

## Démographie
L'évolution du nombre d'habitants est connue à travers les recensements de la population effectués dans la commune depuis 1971. À partir de 2006, les populations légales des communes sont publiées annuellement par l'Insee, mais la loi relative à la démocratie de proximité du 27 février 2002 a, dans ses articles consacrés au recensement de la population, instauré des recensements de la population tous les cinq ans en Nouvelle-Calédonie, en Polynésie française, à Mayotte et dans les îles Wallis-et-Futuna, ce qui n’était pas le cas auparavant. Pour la commune, le premier recensement exhaustif entrant dans le cadre du nouveau dispositif a été réalisé en 2002, les précédents recensements ont eu lieu en 1996, 1988, 1983, 1977 et 1971.
En 2017, la commune comptait 2 213 habitants, en augmentation de 1,84 % par rapport à 2012
| 1971  | 1977  | 1983  | 1988  | 1996  | 2002  | 2007  | 2012  | 2017  |
| ----- | ----- | ----- | ----- | ----- | ----- | ----- | ----- | ----- |
| 1 590 | 1 563 | 1 791 | 1 918 | 2 013 | 2 110 | 2 157 | 2 173 | 2 213 |

| 2022  | - | - | - | - | - | - | - | - |
| ----- | - | - | - | - | - | - | - | - |
| 2 168 | - | - | - | - | - | - | - | - |

## Politique et administration
Pour les législatives, la commune faisait partie de la 2e circonscription de Polynésie française (Est). À compter de 2012, elle fait partie de la 1re circonscription.

### Liste des maires
| Période                                  | Période  | Identité         | Étiquette                                  | Qualité                                                                   |
| ---------------------------------------- | -------- | ---------------- | ------------------------------------------ | ------------------------------------------------------------------------- |
| 1983                                     | 2001     | René Kohumoetini | Tahoeraa huiraatira                        | Instituteur Membre de l'Assemblée de la Polynésie française (1982 → 2013) |
| 2001                                     | En cours | Joseph Kaiha     | Tahoeraa huiraatira puis Tapura Huiraatira | Président de la CC des Îles Marquises Réélu pour le mandat 2020-2026      |
| Les données manquantes sont à compléter. |          |                  |                                            |                                                                           |

## Lieux et monuments
- Église Maria Peato, te Kui o te Tekao d'Hakamaii.
- Église Sainte-Thérèse-de-l'Enfant-Jésus de Hakahetau.
- Église Saint-Étienne de Hakahau.
- Église Saint-Louis de Hakatao.